# Alessandro Santos
Alessandro Santos (japonsko 三都主 アレサンドロ), brazilsko-japonski nogometaš, 20. julij 1977, Maringá, Brazilija.
Za japonsko reprezentanco je odigral 82 uradnih tekem in dosegel 7 golov.